# 庫魯曼

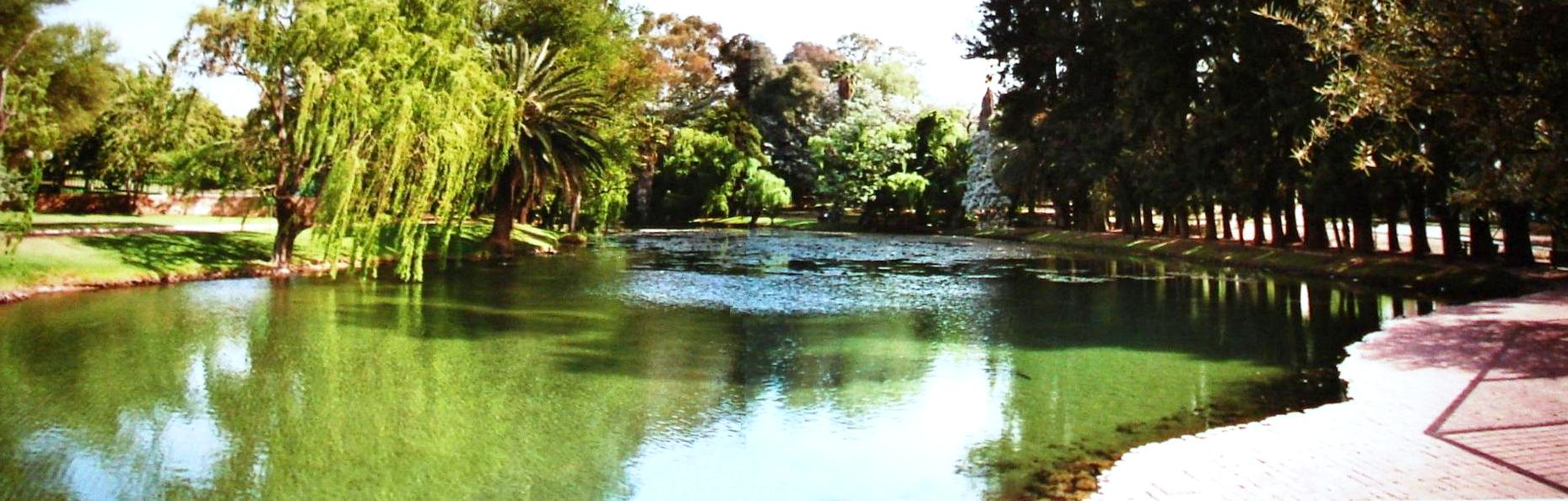

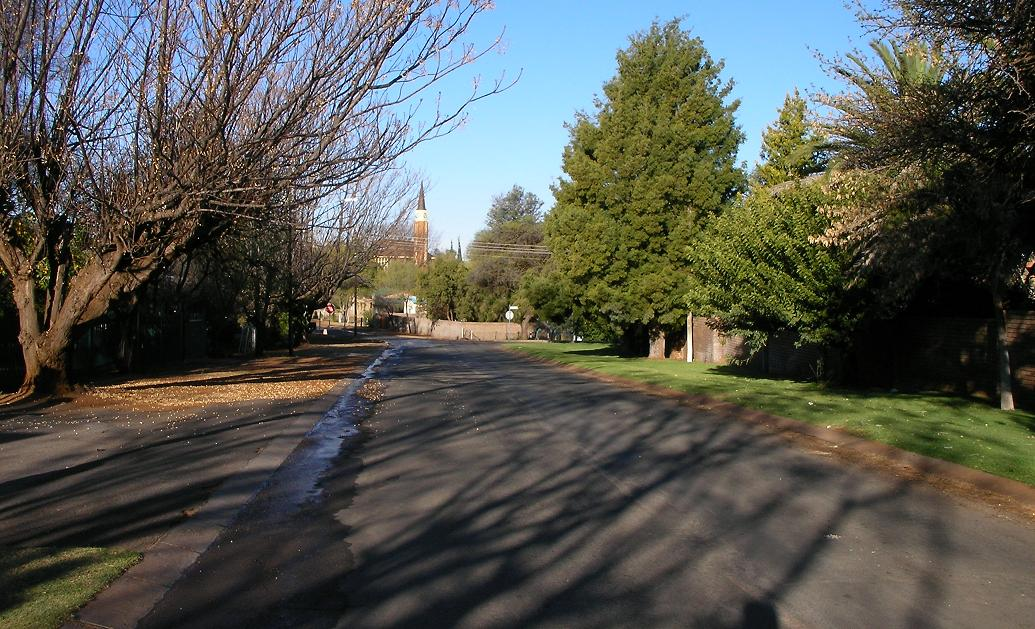

庫魯曼是南非的城鎮，位於該國北部，由北開普省負責管轄，面積93.61平方公里，海拔高度1,131米，主要經濟活動有採礦業和農業，2001年人口9,824，人口密度每平方公里100人。
它以優美的風景和庫魯曼之眼（Kuruman Eye）聞名。

## 外部連結
- Visit Kuruman （页面存档备份，存于） Travel Guide and Accommodation in Kuruman
- Kuruman on the Northern Cape Tourism Authority website （页面存档备份，存于）